# Rosendo Hernández
Rosendo Hernández González (ur. 1 marca 1921 w Santa Cruz de Tenerife, zm. 3 sierpnia 2006) – hiszpański piłkarz występujący na pozycji napastnika.

## Kariera klubowa
Rosendo Hernández piłkarską karierę rozpoczął w drugoligowym klubie Leonesa w 1942. W 1943 trafił do pierwszoligowego Atlético Aviación Madryt, lecz nie zagrał w nim żadnego ligowego meczu. W 1944 został zawodnikiem Españolu Barcelona. W Primera División zadebiutował 5 listopada 1944 w zremisowanym 1-1 meczu z Sevillą. W 1950 przeszedł do drugoligowego Realu Saragossa, z którym rok później awansował do Primera División. Ostatni raz w lidze wystąpił 13 kwietnia 1952 w przegranym 2-4 meczu z UD Las Palmas. Ogółem w lidze hiszpańskiej rozegrał 142 meczów, w których zdobył 62 bramki. W 1952 przeszedł do drugoligowego UD Las Palmas, w którym 2 lata później zakończył karierę.
| Sezon   | Klub                         | Kraj      | Rozgrywki        | Mecze | Bramki |
| ------- | ---------------------------- | --------- | ---------------- | ----- | ------ |
| 1942/43 | Cultural y Deportiva Leonesa | Hiszpania | Segunda División | ?     | ?      |
| 1943/44 | Atlético Aviación Madryt     | Hiszpania | Primera División | 0     | 0      |
| 1944/45 | Español Barcelona            | Hiszpania | Primera División | 18    | 6      |
| 1945/46 | Español Barcelona            | Hiszpania | Primera División | 22    | 7      |
| 1946/47 | Español Barcelona            | Hiszpania | Primera División | 23    | 7      |
| 1947/48 | Español Barcelona            | Hiszpania | Primera División | 23    | 9      |
| 1948/49 | Español Barcelona            | Hiszpania | Primera División | 23    | 11     |
| 1949/50 | Español Barcelona            | Hiszpania | Primera División | 19    | 12     |
| 1950/51 | Real Saragossa               | Hiszpania | Segunda División | ?     | ?      |
| 1951/52 | Real Saragossa               | Hiszpania | Primera División | 14    | 10     |
| 1952/53 | UD Las Palmas                | Hiszpania | Segunda División | ?     | ?      |
| 1953/54 | UD Las Palmas                | Hiszpania | Segunda División | ?     | ?      |

## Kariera reprezentacyjna
W reprezentacji Hiszpanii Hernández zadebiutował 20 marca 1949 w zremisowanym 1-1 towarzyskim meczu z Portugalią. W 1950 został powołany do kadry na mistrzostwa świata. Na mundialu w Brazylii wystąpił w dwóch meczach: z USA i Szwecją, który był jego ostatnim meczem w reprezentacji. Ogółem wystąpił w niej 4 razy.
| Mecze i gole w reprezentacji | Mecze i gole w reprezentacji | Mecze i gole w reprezentacji | Mecze i gole w reprezentacji | Mecze i gole w reprezentacji | Mecze i gole w reprezentacji | Mecze i gole w reprezentacji |
| #                            | Data                         | Miasto                       | Przeciwnik                   | Gol                          | Wynik                        | Rozgrywki                    |
| ---------------------------- | ---------------------------- | ---------------------------- | ---------------------------- | ---------------------------- | ---------------------------- | ---------------------------- |
| 1.                           | 20.03.1949                   | Lizbona                      | Portugalia                   |                              | 1:1                          | towarzyski                   |
| 2.                           | 27.03.1949                   | Madryt                       | Włochy                       |                              | 1:3                          | towarzyski                   |
| 3.                           | 25.06.1950                   | Kurytyba                     | Stany Zjednoczone            |                              | 3:1                          | Mundial 1950                 |
| 4.                           | 16.07.1950                   | São Paulo                    | Szwecja                      |                              | 3:1                          | Mundial 1950                 |

## Kariera trenerska
Karierę trenerską Hernández rozpoczął w drugoligowym Las Palmas w 1962. Potem prowadził pierwszoligowe Elche CF, Real Betis, ponownie Las Palmas i Real Saragossa, z którym spadł z Primera División.